# Tupilakosaurus
Il tupilakosauro (gen. Tupilakosaurus) è un anfibio estinto, appartenente ai temnospondili. Visse nel Triassico inferiore (Induano, circa 251 milioni di anni fa) e i suoi resti fossili sono stati ritrovati in Groenlandia, nelle Spitzbergen e in Russia.

## Descrizione
Questo animale possedeva un corpo relativamente allungato e simile a quello di una salamandra. Il cranio, di forma triangolare e corta, non superava i 10 centimetri di lunghezza. Le orbite erano grandi, mentre il muso era particolarmente corto. In generale, Tupilakosaurus non superava i 60 centimetri di lunghezza.

## Classificazione
Questo animale venne descritto per la prima volta nel 1954, sulla base di fossili provenienti dalla Groenlandia e risalenti ai primi tempi del Triassico. La specie tipo è Tupilakosaurus heilmanni. Successivamente sono stati ritrovati altri fossili in Russia (T. wetlugensis) e nelle Spitzbergen.

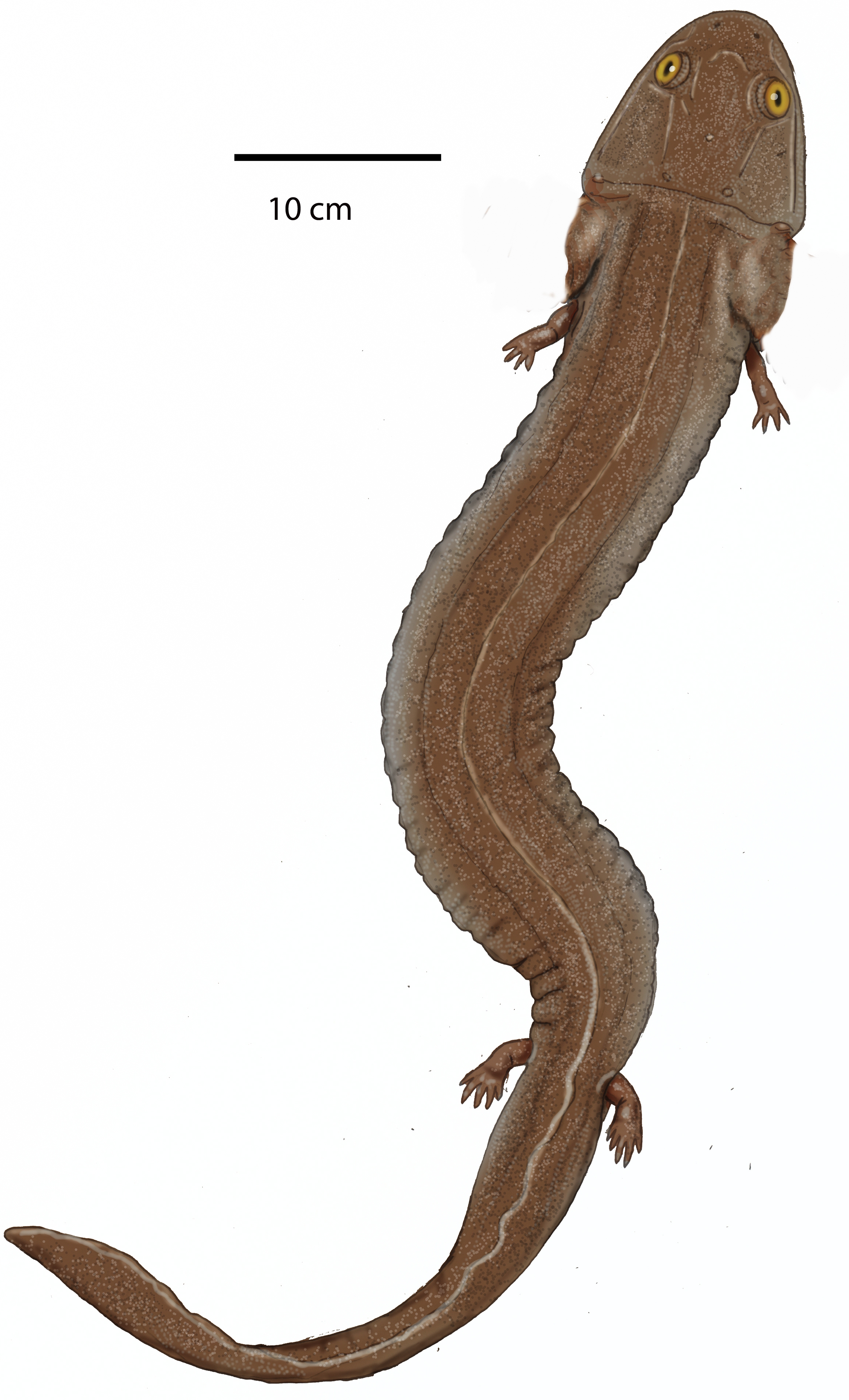
Ricostruzione di Tupilakosaurus wetlugensis

Tupilakosaurus è considerato un rappresentante di un gruppo di anfibi temnospondili tipici del Permiano, gli dvinosauri. Sembra che Tupilakosaurus sia stato uno dei pochissimi anfibi ad attraversare indenne l'evento di estinzione del Permiano-Triassico, e che anzi si sia notevolmente diffuso nei primi tempi del Triassico, ottenendo un vantaggio dallo scenario dopo l'estinzione. Il suo più stretto parente potrebbe essere stato Slaugenhopia, della fine del Permiano inferiore. Forme più recenti, come Dvinosaurus del Permiano superiore, sembrerebbero essere state più evolute a causa del muso più allungato.